# Robert Grimm
 (janvier 2025).
Si vous disposez d'ouvrages ou d'articles de référence ou si vous connaissez des sites web de qualité traitant du thème abordé ici, merci de compléter l'article en donnant les références utiles à sa vérifiabilité et en les liant à la section « Notes et références ».
Robert Grimm, né le 16 avril 1881 à Wald et mort le 8 mars 1958 à Berne, est un homme politique suisse.

## Biographie
Fils d'un ajusteur, et d'une tisserande, Robert Grimm suit un apprentissage d'imprimeur à Oerlikon puis travaille pendant son tour de compagnon comme typographe et rotativiste en Suisse, Allemagne (Berlin en 1905-1906), France, Autriche et Italie. Pendant ses voyages, il étudie le marxisme. Organisateur de grèves de typographes il est mis par les patrons sur la liste noire et devient permanent du mouvement ouvrier. Il devient bientôt une des personnalités les plus marquantes du mouvement ouvrier suisse.
Délégué du Parti socialiste suisse aux congrès de la Deuxième Internationale en 1907, 1910 et 1912, il entra en 1912 au conseil exécutif de l'Internationale.
Membre du Conseil national suisse, il œuvre, avec l'appui du Bureau international de la paix de Berne, pour l'organisation dans cette ville d'une conférence interparlementaire franco-allemande qui a lieu le 11 mai 1913. La conférence invite les parlementaires à réduire les dépenses navales et militaires de leurs pays respectifs et à soumettre leurs différends à l'arbitrage de la Cour permanente d'arbitrage de La Haye.
Après l'échec de la Deuxième Internationale face à l'éclatement de la Première Guerre mondiale, il organise la conférence de Zimmerwald (1915) et plus tard celle de Kiental (1916). À la ligne centriste de Grimm s'opposait la « gauche de Zimmerwald » dirigée par Lénine. Grimm se compromet dans une tentative de négociation de paix séparée entre l'Allemagne et les Russes soviétiques (affaire Grimm-Hoffmann) (1917). Comme fondateur et président du comité d'Olten, il retrouve son rôle central au niveau national et prend la direction de la Grève générale de 1918 en Suisse. Condamné à six mois de prison par un tribunal militaire à cause de son appel aux soldats de refuser de tirer sur les grévistes, il en profite pour écrire une histoire de la Suisse où il défend en particulier l'idée que le mouvement ouvrier suisse n'est pas importé par des agitateurs étrangers, mais la conséquence logique des rapports de classe en Suisse.
D'abord favorable à une entrée du PSS dans la Troisième Internationale, il refuse ensuite les 21 conditions et devient un des fondateurs de l'Union des partis socialistes pour l'action internationale.
Après la prise du pouvoir par Adolf Hitler en Allemagne et le « printemps des fronts » en Suisse, Grimm prend la menace du fascisme au sérieux et plaide pour un changement de la tactique socialiste : il n'exclut plus la participation dans des gouvernements à majorité bourgeoise et accède lui-même en 1938 au Gouvernement cantonal bernois. Pendant la Seconde Guerre mondiale, Grimm dirige la section énergie et chaleur de l'économie de guerre suisse.
Même devenu homme d'État, Grimm reste un marxiste convaincu. Il est ainsi opposé à la guerre froide, contrairement à la majorité du PSS et de la social-démocratie européenne. Dans la haute conjoncture économique des années 1950, il met en garde les ouvriers contre de nouvelles crises et prone l'abandon du capitalisme libéral. La participation dans les gouvernements n'est pour lui pas un but en soi, mais « une question tactique, à trancher en fonction des rapports de force et de pouvoir existants ».

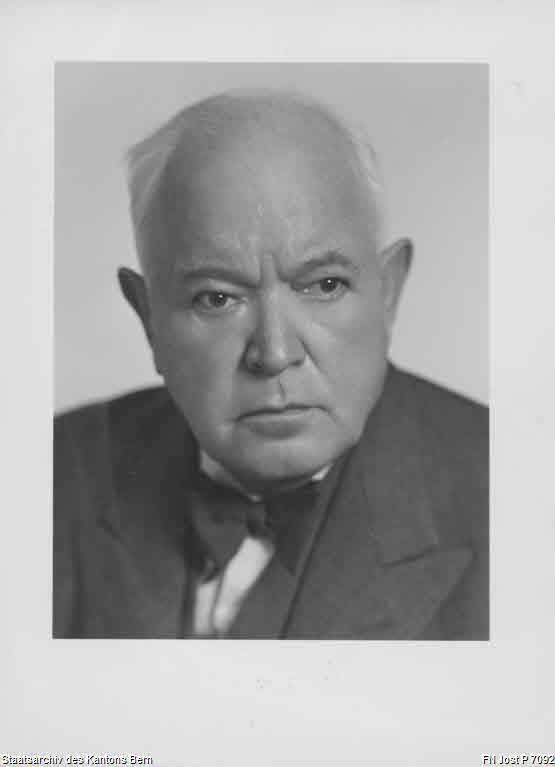
Robert Grimm (1949)

## Fonctions politiques
- 1906 : secrétaire de la Fédération des ouvriers métallurgiques.
- 1907-1909 : 
  - secrétaire de la Fédération ouvrière de Bâle.
  - cofondateur et premier secrétaire de la Fédération des travailleurs du commerce et des transports.
  - membre du Grand Conseil du canton de Bâle-Ville.
- 1909-1918 
  - rédacteur en chef du journal bernois Berner Tagwacht.
  - Membre du Conseil de la ville de Berne.
- 1910-1918 : membre du Grand Conseil du canton de Berne.
- 1911-1943 : président du Parti socialiste bernois.
- 1911-1919 et 1920-1955 : membre du Conseil national, la chambre basse de l'Assemblée fédérale suisse.
- 1915-1917 puis 1919-1936 : membre du comité directeur du Parti socialiste suisse.
- 1918-1938 : directeur des Services industriels au Conseil municipal de la ville de Berne.
- 1936-1945 : chef du groupe parlementaire du Parti socialiste suisse au Conseil national.
- 1938-1946 : membre du Conseil d’État Bernois ; il en est le premier socialiste avec le Jurassien Georges Moeckli.
- 1939-1946 : directeur de la section énergie et chaleur de l'économie de guerre.
- 1946 : président du Conseil national.
- 1946-1953 : directeur du réseau ferroviaire Berne-Lötschberg-Simplon.